# I ragazzi del Pireo
 (avril 2017).
Si vous disposez d'ouvrages ou d'articles de référence ou si vous connaissez des sites web de qualité traitant du thème abordé ici, merci de compléter l'article en donnant les références utiles à sa vérifiabilité et en les liant à la section « Notes et références ».
I ragazzi del Pireo (Uno a te, uno a me) est la version italienne du succès international de Mános Hadjidákis Les Enfants du Pirée (1960-1961), composé pour le film Jamais le dimanche (Jules Dassin 1960) et interprétée par Dalida.